# Arrestation : Aveux du colonel Henry
Pour plus de détails, voir Fiche technique et Distribution.
Arrestation - Aveux du colonel Henry est un court métrage muet français, sorti en 1899.
Ce film est le premier d'une série de sept courts métrages sur l'affaire Dreyfus, produits par la société par Pathé frères au cours de l'année 1899. Inspirés par les événements d'actualité qui ont marqué les dernières années du XIXe siècle et divisé l'opinion française en deux clans ennemis : les dreyfusards et les antidreyfusards, ces films présentent une reconstitution de différents épisodes de l'affaire. Le rôle du capitaine Dreyfus est interprété par l'acteur belge Jean Liézer.
Cette même année, également marqué par cette actualité brûlante, Georges Méliès réalisa un film sur l'affaire Dreyfus, intitulé tout simplement L'Affaire Dreyfus, produit par la Star Film.

## Fiche technique
- Titre : Arrestation - Aveux du colonel Henry
- Réalisation : inconnu
- Producteur : Charles Pathé
- Société de production : Pathé frères
- Pays d'origine :  France
- Format : Noir et blanc - Muet - 35 mm - 1.33 : 1
- Genre : Film dramatique
- Durée :
- Dates de sortie :
  -  France : 1899

## Distribution
- Jean Liézer